# Jacqueline Kennedy Onassis
Jacqueline Lee "Jackie" Kennedy Onassis (født Jacqueline Lee Bouvier, 28. juli 1929, død 19. maj 1994) var USA's førstedame i perioden 1961 til 1963, hvor John F. Kennedy blev myrdet. 
John F. Kennedy og Jackie Lee Bouvier blev gift den 12. september 1953 under stor mediedækning. 3000 uindbudte gæster blev vist væk af politiet.
Den 20. oktober 1968 giftede hun sig med den græske skibsreder Aristoteles Onassis.